# Anne Wolf
Pour les articles homonymes, voir Wolf.
Anne Wolf, née le 31 mai 1967 à Bruxelles, est une pianiste belge.  Elle a étudié le piano classique pendant dix ans avant d'entrer en 1985 au conservatoire où elle a suivi, entre autres, les cours de Michel Petrucciani, Eric Legnini et Charles Loos. Elle se produit en solo ou avec des musiciens de styles jazz, pop et world, et de diverses cultures, principalement brésiliennes et africaines.  En 2001, elle sort son premier album Anne Wolf trio.  Elle gagne le prix du meilleur nouveau talent au Djangodor en 2002.

## Discographie
- Anne Wolf trio en 2001
- Moon @ noon en 2010
- Wolf in the Wood en 2016. Album live at Jazz Station

## Groupe
Anne Wolf a joué avec:
- Sttellla
- Frédéric Ruymen
- Cédric Waterschoot
- Citizen Jane
- Kendigo
- Manu Hermia
- Ben N'Gabo
- Cheiro de Choro
- The Big Day